# Classification diagnostique de zéro à trois ans
La Classification diagnostique de zéro à trois ans (CD:0-3) est un système nosographique construit par T.M. Achenbach qui permet de classer les troubles psychologique de l'enfant en âge préscolaire. Ce système fait partie du système ASEBA qui inclut plusieurs questionnaires différents suivant l'âge (ex: CD:0-3, CTR : 1 1/2 à 5 ans) suivant l'informateur (ex : YSR auto-questionnaire pour adolescents, YSAR : auto-questionnaire pour adultes). Ces questionnaires ne doivent pas être pris pour des énoncés diagnostiques, mais comme des outils en aide au diagnostic et qui ne doivent pas remplacer les entretiens, l'anamnèse, le contexte familial, etc dont le professionnel doit tenir compte pour effectuer finalement un diagnostic.
Le DC:0-3 n'a pas démontré des bonnes qualités psychométriques: fidélité, sensibilité, selon Achenbach et Rescorla. on n'est pas sûr de discerner les enfants sains des enfants malades. Ce questionnaire a servi pour créer ensuite les autres questionnaires, notamment le CTR (enfants d'âge préscolaire jusqu'à 6 ans) qui a des meilleurs qualités psychométriques et les facteurs sexe, âge, niveau socio-économique des parents, ne semblent pas significatifs statistiquement.
La Classification 0-3 a été publiée par les éditions Médecine et Hygiène en 1998.